# Someday (Mariah-Carey-Lied)
Someday ist ein R&B-Popsong der US-amerikanischen Sängerin Mariah Carey. Er wurde von Carey und Ben Margulies geschrieben und von Ric Wake produziert. Er wurde am 13. Dezember 1990 als dritte Single aus ihrem Debütalbum Mariah Carey veröffentlicht. Die Single erreichte Platz 1 der Billboard Hot 100.

## Inhalt
Der R&B-Song im Stil des New Jack Swing behandelt eine bittersüße Abrechnung mit ihrem Ex-Lover, „Eines Tages wirst du erkennen, dass ich die einzige bin die du dir wünschst.“

## Hintergrund
Someday war eines von fünf Liedern auf der Demoaufnahme, welche Brenda K. Starr Sony-Chef Tommy Mottola übergab, was schließlich dazu führte, dass Mariah Carey einen Plattenvertrag bekam. Sony nahm einige Veränderungen an den Demoaufnahmen vor; die Horn-Melodien wurden durch Elektrische Gitarren ersetzt und das Ende des Liedes wurde um 8 Sekunden gekürzt. Carey und Margulies mussten die Veränderungen an der Aufnahme akzeptieren und Carey sang das Lied nach einigen Bedenken doch ein. Trotzdem war Carey nach dem Einsingen der neuen Aufnahme unglücklich, da die Aufnahme, laut ihr, zu sehr verändert wurde und dadurch an Qualität verloren hatte.

## Musikvideo
Die Regie zum Musikvideo führte Larry Jordan, es wurde in der Bayonne High School in Bayonne (New Jersey) gedreht. Zu sehen sind Mariah Carey und Schulkinder, die Streetdance-Moves tanzen. Ebenso erscheint „Street-Drummer“ Larry Wright, der auf einem Eimer trommelt. In kleinen Rückblenden wird die Sängerin als Kind dargestellt, die von ihrem angebeteten Jungen stets ignoriert wird.

## Kommerzieller Erfolg

### Chartplatzierungen
Someday erreichte nach acht Wochen Platz 1 der Billboard Hot 100 und wurde Careys dritter Nummer-eins-Hit in den Vereinigten Staaten. Es war, vom 3. März bis zum 16. März 1991, zwei Wochen auf Platz 1 der Billboard Hot 100. Es löste seinerzeit Whitney Houstons All the Man That I Need von der Spitze ab und wurde selbst von Timmy Ts One More Try abgelöst. Someday erreichte in den Jahrescharts 1991 Platz 13 in den USA.
| ChartsChartplatzierungen       | Höchstplatzierung | Wochen |
| ------------------------------ | ----------------- | ------ |
| Vereinigte Staaten (Billboard) | 1 (19 Wo.)        | 19     |
| Vereinigtes Königreich (OCC)   | 38 (5 Wo.)        | 5      |

| ChartsJahrescharts (1991)      | Platzierung |
| ------------------------------ | ----------- |
| Vereinigte Staaten (Billboard) | 13          |

### Auszeichnungen für Musikverkäufe
Die Recording Industry Association of America zeichnete das Lied mit Gold aus.
| Land/Region               | Auszeichnungen für Musikverkäufe (Land/Region, Auszeichnung, Verkäufe) | Verkäufe |
| ------------------------- | ---------------------------------------------------------------------- | -------- |
| Vereinigte Staaten (RIAA) | Gold                                                                   | 500.000  |
| Insgesamt                 | 1× Gold ·                                                              | 500.000  |

Hauptartikel: Mariah Carey/Auszeichnungen für Musikverkäufe